# Аризема Уатта
Аризе́ма Уа́тта (лат. Arisaema wattii) — многолетнее травянистое клубневое растение, вид рода Аризема (Arisaema) семейства Ароидные (Araceae).
Вид назван в честь ботаника Дэвида Уатта (англ. David Allan Poe Watt, 1830-1917).

## Ботаническое описание
Раздельнополые растения.
Клубень сжато-шаровидный, 2,3—5 см в диаметре.

### Листья
Катафиллов три или четыре, зелёные или фиолетовые, с пурпуровыми пятнами, 15—20 см длиной, тупые или острые на вершине.
Листьев два. Черешки жёлто-зелёные с тёмно-коричневыми пятнами, состоящих из тонких полосок, до 60 см длиной, вложенные примерно на 1⁄3—½ во влагалища, формирующие ложный стебель. Листовая пластинка состоит из трёх листочков; листочки зелёные, сидячие; центральный листочек эллиптический, 15—30 см длиной, 4—10 см шириной, в основании клиновидный, на вершине заострённый; боковые листочки овальные, наклонные, длиннее центрального, в основании ухообразные, на вершине закруглённые, узкоклиновидные по внутренней стороне.

### Соцветия и цветки
Соцветие появляется раньше листьев. Цветоножка по длине равна черешкам. Покрывало пурпурово-коричневое или пурпурово-зелёное, 11—13 см длиной; трубка цилиндрическая, 4,5—6,5 см длиной и 1—2 см в диаметре, края устья ухообразные 1,5—2,5 см шириной; пластинка широкоовальная, 6—7 см длиной, 3,5—5 см шириной, в основании немного сжатая, на вершине короткозаострённая.
Початок однополый. Женская зона коническая, 1,5—2 см длиной и около 1 см в диаметре; завязь обратнояйцевидная; семяпочек четыре, базальные; столбик короткий; рыльце дискообразное; мужская зона 1,5—3 см длиной; синандрии слабые; пыльников два, на короткой ножке, пурпуровые, вскрываются верхушечной порой. Придаток вертикальный, беловато-зелёный, цилиндрический, 2,5—4,5 см длиной, 4,5—5 мм в диаметре, в основании усечённый, на ножке 5—7 мм длиной, в средней части немного сжатый, на вершине тупой.
Цветёт в апреле — мае.

### Плоды
Плоды — красные яйцевидные ягоды, с четырьмя семенами.
Семена яйцевидные.
Плодоносит в июне — сентябре.

## Распространение
Встречается в Индии (Ассам), Китае (Юньнань) и Мьянме.
Растёт в смешанных лесах, вечнозелёных лесах, на травянистых склонах; на высоте от 2100 до 3300 м над уровнем моря.